# Charlotte Lee, contessa di Lichfield
Charlotte Lee, contessa di Lichfield, (5 settembre 1664 – 17 febbraio 1718), in precedenza Lady Charlotte Fitzroy era la figlia illegittima di re Carlo II d'Inghilterra, avuta dalla sua amante, Barbara Villiers, I duchessa di Cleveland.

## Famiglia
Ella fu la seconda figlia femmina, quarta in ordine cronologico, di Lady Barbara Palmer, quando era separata, ma ancora legata da matrimonio, da Roger Palmer, I conte di Castlemaine. Castlemaine non fu il padre di nessuno dei figli avuti dalla moglie; Charlotte ed i suoi fratelli, probabilmente, erano piuttosto i discendenti dell'innamorato reale della loro madre, Carlo d'Inghilterra. Il re la riconobbe come sua figlia e così le venne affibbiato il soprannome di Fitzroy - "figlia del re".
Ella fu la nipote favorita di Giacomo, Duca di York, fratello di Carlo II. "Sappiamo pochissimo di lei, ad eccezione che era bellissima;" ella "rivaleggiava con sua madre per la bellezza, ma era molto distante da lei per tutti gli altri aspetti.". Come duchessa di Cleveland fu nota per la sua natura diabolica, anche se Charlotte era una persona dolce e piacevole; un biografo attesta a quelle dicerie, che: "Lady Lichfield è una signora molto buona e virtuosa". Si dice che il re aveva un debole per questa sua figlia e che le volle bene più che ad ogni suo altro figlio.

## Matrimonio e figli
Il 16 maggio 1674, prima del suo decimo compleanno, Lady Charlotte fu promessa a Sir Edward Lee, che sposò il 6 febbraio 1677 all'età di dodici anni. Quando Charles Stewart, III duca di Richmond morì nel 1673, Sir Edward venne creato conte di Lichfield.
Insieme ebbero diciotto figli:
- Charlotte Lee, Lady Baltimore: (13 marzo 1678 – 22 gennaio 1721); prima sposò Benedict Calvert, IV barone Baltimore, e poi Christopher Crowe (c.1681 – 9 novembre 1749), console di Leghorn.
- Charles Lee, visconte Quarendon: (6 maggio 1680 – ottobre 1680)
- Edward Henry Lee, visconte Quarendon: (6 giugno 1681 – 21 ottobre 1713).
- Captain Hon. James Lee: (1681–1711)
- George Lee, II conte di Lichfield: 1690–1742
- Barbara Lee: nata 3 marzo 1694; prima sposò il Colonnello Lee, e quindi Sir George Browne, terzo baronetto.
- Vice ammiraglio FitzRoy Henry Lee: c.1698–1750; Commodoro Governatore di Newfoundland.
- Robert Lee, IV conte di Lichfield: 1706–1776
- Charles Lee: morto 1708; non sposato
- Anne Lee: nata 1716.
- John Lee
- Thomas Lee
- William Lee
- Elizabeth Lee (morta 1740). sposata:
  - (1) Francis Lee, un cugino. Ebbe una figlia (sposata nel 1736 a Lione con Henry Temple, figlio di Henry Temple, I visconte Palmerston.
  - (2) Edward Young, nel 1731, autore di Night Thoughts. Ebbe un figlio.

## Ascendenza
|                                                     |                 |                                  | Genitori                                    |  |  | Nonni |  |  | Bisnonni                                         |  |  | Trisnonni                    |  |
|                                                     |                 |                                  |                                             |  |  |       |  |  | James I, re d'Inghilterra, di Scozia e d'Irlanda |  |  | Henry Stuart, duca di Albany |  |
|                                                     |                 |                                  |                                             |  |  |       |  |  | James I, re d'Inghilterra, di Scozia e d'Irlanda |  |  | Henry Stuart, duca di Albany |  |
|                                                     |                 | Mary Stuart, regina di Scozia    |                                             |  |  |       |  |  | James I, re d'Inghilterra, di Scozia e d'Irlanda |  |  |                              |  |
| Charles I, re d'Inghilterra, di Scozia e d'Irlanda  |                 |                                  |                                             |  |  |       |  |  | James I, re d'Inghilterra, di Scozia e d'Irlanda |  |  |                              |  |
|                                                     |                 | Anna af Danmark                  | Frederik II, re di Danimarca                |  |  |       |  |  |                                                  |  |  |                              |  |
|                                                     |                 | Anna af Danmark                  | Frederik II, re di Danimarca                |  |  |       |  |  |                                                  |  |  |                              |  |
|                                                     |                 | Anna af Danmark                  | Sophie von Mecklenburg-Güstrow              |  |  |       |  |  |                                                  |  |  |                              |  |
| Charles II, re d'Inghilterra, di Scozia e d'Irlanda |                 | Anna af Danmark                  |                                             |  |  |       |  |  |                                                  |  |  |                              |  |
|                                                     |                 | Henri IV, re di Francia          | Antoine de Bourbon, duca di Vendôme         |  |  |       |  |  |                                                  |  |  |                              |  |
|                                                     |                 | Henri IV, re di Francia          | Antoine de Bourbon, duca di Vendôme         |  |  |       |  |  |                                                  |  |  |                              |  |
|                                                     |                 | Henri IV, re di Francia          | Jeanne III, regina di Navarra               |  |  |       |  |  |                                                  |  |  |                              |  |
| Henriette-Marie de France                           |                 | Henri IV, re di Francia          |                                             |  |  |       |  |  |                                                  |  |  |                              |  |
|                                                     |                 | Maria de' Medici                 | Francesco I de' Medici, granduca di Toscana |  |  |       |  |  |                                                  |  |  |                              |  |
|                                                     |                 | Maria de' Medici                 | Francesco I de' Medici, granduca di Toscana |  |  |       |  |  |                                                  |  |  |                              |  |
|                                                     |                 | Maria de' Medici                 | Johanna von Österreich                      |  |  |       |  |  |                                                  |  |  |                              |  |
| Charlotte FitzRoy, contessa di Lichfield            |                 | Maria de' Medici                 |                                             |  |  |       |  |  |                                                  |  |  |                              |  |
|                                                     | Edward Villiers | George Villiers                  |                                             |  |  |       |  |  |                                                  |  |  |                              |  |
|                                                     | Edward Villiers | George Villiers                  |                                             |  |  |       |  |  |                                                  |  |  |                              |  |
|                                                     | Edward Villiers | Audrey Saunders                  |                                             |  |  |       |  |  |                                                  |  |  |                              |  |
| William Villiers, II visconte Grandison             | Edward Villiers |                                  |                                             |  |  |       |  |  |                                                  |  |  |                              |  |
|                                                     |                 | Barbara St. John                 | John St. John                               |  |  |       |  |  |                                                  |  |  |                              |  |
|                                                     |                 | Barbara St. John                 | John St. John                               |  |  |       |  |  |                                                  |  |  |                              |  |
|                                                     |                 | Barbara St. John                 | Lucy Hungerford                             |  |  |       |  |  |                                                  |  |  |                              |  |
| Barbara Palmer, I duchessa di Cleveland             |                 | Barbara St. John                 |                                             |  |  |       |  |  |                                                  |  |  |                              |  |
|                                                     |                 | Paul Bayning, I visconte Bayning | Paul Bayning                                |  |  |       |  |  |                                                  |  |  |                              |  |
|                                                     |                 | Paul Bayning, I visconte Bayning | Paul Bayning                                |  |  |       |  |  |                                                  |  |  |                              |  |
|                                                     |                 | Paul Bayning, I visconte Bayning | Susanna Norden                              |  |  |       |  |  |                                                  |  |  |                              |  |
| Mary Bayning                                        |                 | Paul Bayning, I visconte Bayning |                                             |  |  |       |  |  |                                                  |  |  |                              |  |
|                                                     |                 | Anne Glemham                     | Henry Glemham                               |  |  |       |  |  |                                                  |  |  |                              |  |
|                                                     |                 | Anne Glemham                     | Henry Glemham                               |  |  |       |  |  |                                                  |  |  |                              |  |
|                                                     |                 | Anne Glemham                     | Anne Sackville                              |  |  |       |  |  |                                                  |  |  |                              |  |
|                                                     |                 | Anne Glemham                     |                                             |  |  |       |  |  |                                                  |  |  |                              |  |